# 85 Aquarii
85 Aquarii, som är stjärnans Flamsteed-beteckning, är en ensam stjärna belägen i den mellersta delen av stjärnbilden Vattumannen. Den har en skenbar magnitud på 6,71 och är mycket svagt synlig för blotta ögat där ljusföroreningar ej förekommer. Baserat på parallaxmätning inom Hipparcosuppdraget på ca 4,3 mas, beräknas den befinna sig på ett avstånd på ca 753 ljusår (ca 231 parsek) från solen.

## Egenskaper
85 Aquarii är en blå till vit stjärna i huvudserien av spektralklass B9 V, Den har en radie som är ca 3 gånger större än solens och utsänder från dess fotosfär ca 105 gånger mera energi än solen vid en effektiv temperatur av ca 10 300 K.